# Jeff Brohm
Pour les articles homonymes, voir Brohm.
(en) Statistiques sur pro-football-reference
Jeffrey Scott Brohm (né le 24 avril 1971 à Louisville) est entraîneur de football américain, actuellement entraîneur principal de l'équipe de Louisville évoluant en NCAA Division 1 FBS. Il a joué sept saisons en National Football League au poste de quarterback.

## Enfance
Brohm fait ses études à la Trinity High School de Louisville et remporte le titre de Mister Football de l'État du Kentucky en 1988. Il joue ensuite à l'université de Louisville avec les Cardinals.

## Carrière

### Joueur
Jeff Brohm n'est sélectionné par aucune équipe lors d'un draft et se fait enrôler par les Chargers de San Diego en 1994 mais ne joue aucun match. En 1995, il change de franchise, jouant pour les Redskins de Washington mais effectue une autre saison vierge et quitte les Redskins en cours de saison pour les 49ers de San Francisco avec qui il joue ses premiers matchs en NFL avec trois matchs en 1996, réussissant vingt-et-une de ses trente-quatre passes pour une passe pour touchdown. En 1997, il joue cinq matchs et réussit seize de ses vingt-quatre passes mais concède une interception.
Après la saison 1997, Jeff est libéré et signe pour les Buccaneers de Tampa Bay en 1998 mais ne joue plus jamais en NFL, allant en 1999 et 2000 au Broncos de Denver et au Browns de Cleveland. À la suite de cela, Brohm s'inscrit pour le draft de la XFL, nouvelle fédération de football américain, et est sélectionné au premier tour au quatrième choix par les Rage de Orlando. Il reste une saison mais la fédération ferme ses portes pour cause de faillite et se retire sportivement du football américain.

### Entraîneur
Après son départ à la retraite comme joueur, Brohm se voit confier le poste d'entraîneur pour les Fire de Louisville en 2001, jouant en Arena Football League mais cela ne dure qu'un temps. En 2003, il devient entraîneur des quarterback de son ancienne université les Cardinals, arrivant au même moment que son jeune frère Brian Brohm, jouant au poste de quarterback, permettant à Jeff d'entraîner son cadet. En 2007, il se voit confier le rôle d'entraîneur assistant et de coordinateur au jeu de passe mais devient coordinateur offensif peu de temps après. Deux ans plus tard, il quitte Louisville pour l'université de Floride Atlantique pour entraîner les Owls, devenant le coordinateur offensif de l'équipe. Après une saison, il devient entraîneur assistant et par la même occasion retrouve un poste d'entraîneur des quarterback à l'université de l'Illinois.